# Керменбаев, Нуржан Болатбекович
Нуржан Болатбекович Керменбаев (известен также под псевдонимом Капкарашка; род. 17 февраля 1989 года, Сатпаев, Казахстан) — казахстанский поп-певец и автор песен; победитель «SuperStar KZ» (2006); трижды лауреат первой Национальной телевизионной музыкальной премии «Жыл таңдауы».

## Биография
Детство провёл в поселке Жезды Карагандинской области.
Происходит из рода Баганалы племени Найман. В 17 лет стал победителем третьего сезона конкурса Superstar.KZ (2006). В первый день прослушивания он выступил с хитом Аллы Пугачевой «Любовь, похожая на сон». После конкурса его заметили и пригласили стать участником бойзбенда «Перцы», клип на песню «Эта любовь». Попал на российские телеканалы. Покинул ансамбль «Перцы». Спустя полтора года в 2008 году стал солистом дуэта «Арнау» вместе с бывшей участницей группы «China Town» Жанар Хамитовой, которую через год заменила другая вокалистка — Салтанат Бакаева. В 2009 году окончил Жезказганский музыкальный колледж. В том же году участвовал в ежегодном конкурсе «Новая волна», где занял 14-е место. С 2012 году ведёт сольную карьеру, продолжая работать в «Арнау». В 2015 году представил дебютный клип на песню «Алыста журсен де». В 2020 году Керменбаев открыл свой музыкальный лейбл «Qara Bala Sound»